# Молоток в геральдике
Молоток (Молотки) — негеральдическая гербовая фигура. Используется в территориальных, городских и профессиональных гербах как символ ремесленных орудий. Все технические эмблемы содержат либо два перекрещенных молотка, либо наряду с молотком любое второе ремесленное орудие (инструмент) — гаечный ключ, кирку, топор и др. В дворянских гербах может быть три молотка.
Существует терминологическое различие между молотом в высоком смысле как священного орудия, как боевого оружия и молотком в ремесленно-прикладном.
Отдельное развитие получил символ Серп и молот, а также горная эмблема.

## Примеры
Дворянские роды, на гербах которых изображены молотки: Гизингер, Грасгофы, Делло, Демидовы, Штейнгейль и другие.
Гербы и флаги городов, районов и другие территориальных единиц: Гай, Тындинский район, Магаданская область и другие.